# Sfruttamento (ecologia)

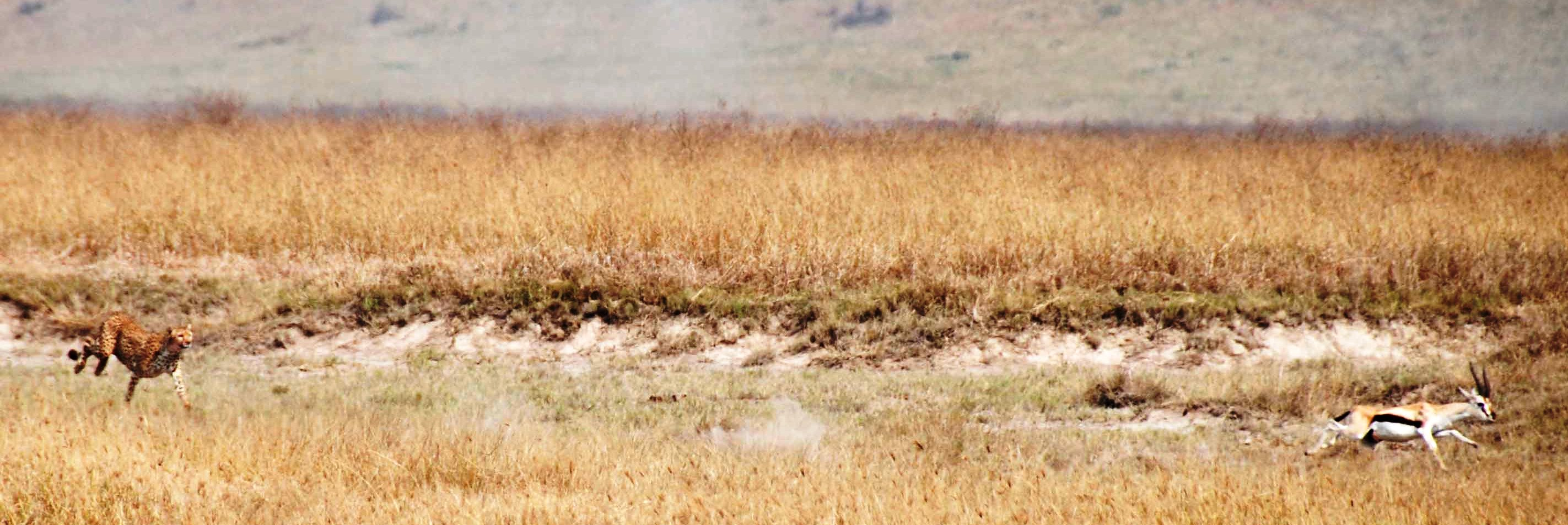
Ghepardo alla caccia di una Gazzella

In ecologia e biologia il termine sfruttamento (in spagnolo explotación, in inglese cheating "inganno, truffa, imbroglio") è un tipo di relazione interspecifica che si viene ad attuare tramite l'interazione di varie specie nella quale alcune risultano beneficiate a spese di altre che ne sono così pregiudicate. Abbiamo la predazione, l'erbivoria, il parassitismo, e il parassitoidismo (le ultime due sono simbiotiche).
Lo sfruttamento si trova spesso in casi di mutualismi generalizzati, non specifici come quello dei fiori e gli animali pollinizzatori o tra le micorrize e le piante. Tuttavia non conviene utilizzare questo termine come un tipo di relazione, bensì come un tipo di comportamento.

## Modelli teorici
Gli organismi comunicano e cooperano per svolgere un'ampia gamma di comportamenti. Il mutualismo, o interazioni reciprocamente vantaggiose tra specie, è comune nei sistemi ecologici. Queste interazioni possono essere pensate come "mercati biologici" in cui le specie offrono ai partner beni che sono relativamente poco costosi da produrre per loro e ricevono beni che sono più costosi o addirittura impossibili da produrre per loro. Tuttavia, questi sistemi offrono opportunità di sfruttamento da parte di individui che possono ottenere risorse senza fornire nulla in cambio. Gli "sfruttatori" possono assumere diverse forme: individui al di fuori di una relazione mutualistica che ottengono una "merce" in un modo che non conferisce alcun beneficio a nessuno dei mutualisti, individui che ricevono benefici da un partner ma hanno perso la capacità di darne in cambio, o individui che hanno la possibilità di comportarsi mutualisticamente nei confronti dei loro partner ma scelgono di non farlo. 
Gli sfruttatori, che non collaborano ma traggono vantaggio dagli altri che collaborano, ottengono un vantaggio competitivo. In un contesto evolutivo, questo vantaggio competitivo si riferisce a una maggiore capacità di sopravvivere o riprodursi. Se gli individui che sfruttano sono in grado di ottenere benefici di sopravvivenza e riproduttivi senza sostenere costi, la selezione naturale dovrebbe favorire gli sfruttatori. Tuttavia, esistono anche meccanismi che impediscono agli sfruttatori di minare i sistemi mutualistici. Un fattore principale è che i vantaggi dello sfruttamento sono spesso dipendenti dalla frequenza. La selezione dipendente dalla frequenza si verifica quando l'idoneità di un fenotipo dipende dalla sua frequenza rispetto ad altri fenotipi in una popolazione. I fenotipi degli sfruttatori spesso mostrano una selezione dipendente dalla frequenza negativa, dove l'idoneità aumenta man mano che un fenotipo diventa meno comune e viceversa. In altre parole, gli sfruttatori hanno risultati migliori (in termini di benefici evolutivi come una maggiore sopravvivenza e riproduzione) quando sono relativamente pochi, ma man mano che gli sfruttatori diventano più numerosi, hanno risultati peggiori.
Ad esempio, nelle colonie di Escherichia coli, ci sono "sfruttatori" sensibili agli antibiotici che persistono in piccoli numeri su terreni di coltura con antibiotici quando si trovano in una colonia cooperativa. Questi sfruttatori godono del beneficio di altri che producono agenti resistenti agli antibiotici senza produrne nessuno loro stessi. Tuttavia, man mano che i numeri aumentano, se persistono nel non produrre l'agente antibiotico loro stessi, hanno maggiori probabilità di essere influenzati negativamente dal substrato antibiotico perché c'è meno agente antibiotico per proteggere tutti. Quindi, gli sfruttatori possono persistere in una popolazione perché il loro comportamento sfruttatore dà loro un vantaggio quando esistono a basse frequenze, ma questi benefici diminuiscono quando sono più numerosi.
Altri hanno proposto che lo sfruttamento possa stabilizzare la cooperazione nei sistemi mutualistici. In molti sistemi mutualistici, ci saranno benefici di feedback per coloro che cooperano. Ad esempio, l'idoneità di entrambi i partner potrebbe essere migliorata. Se c'è una ricompensa elevata o molti benefici per l'individuo che ha avviato il comportamento cooperativo, si dovrebbe selezionare il mutualismo. Quando i ricercatori hanno studiato la coevoluzione della cooperazione e della scelta in un ospite esigente e nel suo simbionte (un organismo che vive in una relazione che avvantaggia tutte le parti coinvolte), il loro modello ha indicato che sebbene la scelta e la cooperazione possano essere inizialmente selezionate, questo sarebbe spesso instabile. In altre parole, un partner cooperativo sceglierà un altro partner cooperativo se gli viene data una scelta. Tuttavia, se questa scelta viene fatta più e più volte, la variazione viene rimossa e questa selezione non può più essere mantenuta. Questa situazione è simile al paradosso di lek nella scelta femminile. Ad esempio, nel paradosso di lek, se le femmine scelgono costantemente un particolare tratto maschile, la varianza genetica per quel tratto dovrebbe alla fine essere eliminata, rimuovendo i benefici della scelta. Tuttavia, quella scelta in qualche modo persiste ancora.
Una teoria afferma che lo sfruttamento mantiene la variazione genetica di fronte alla selezione per il mutualismo. Uno studio mostra che un piccolo afflusso di immigrati con una tendenza a cooperare meno può generare abbastanza variabilità genetica da stabilizzare la selezione per il mutualismo. Ciò suggerisce che la presenza di individui sfruttatori, altrimenti noti come sfruttatori, contribuisce a una variazione genetica sufficiente a mantenere il mutualismo stesso. Sia questa teoria che la teoria negativa dipendente dalla frequenza suggeriscono che lo sfruttamento esiste come parte di una strategia evolutiva mista stabile con il mutualismo. In altre parole, lo sfruttamento è una strategia stabile utilizzata dagli individui in una popolazione in cui molti altri individui cooperano. Un altro studio sostiene che lo sfruttamento può esistere come una strategia mista con il mutualismo utilizzando un modello di gioco matematico. Pertanto, lo sfruttamento può sorgere ed essere mantenuto in popolazioni mutualistiche.

## Esempi

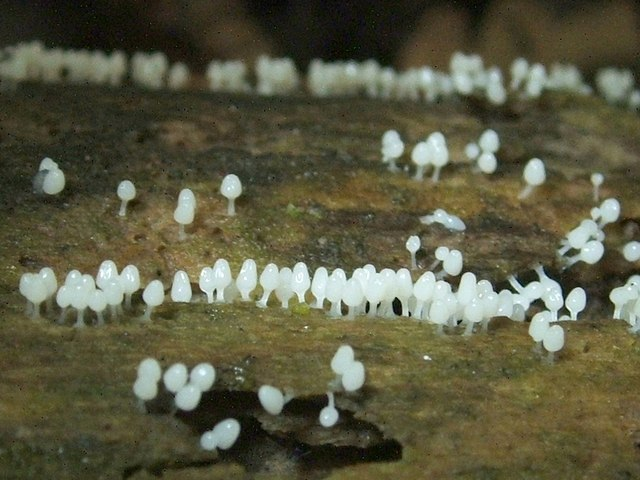
Corpi fruttiferi di funghi mucillaginosi

Alcuni insetti e uccelli si dedicano a un comportamento chiamato furto di nettare tramite il quale collezionano nettare senza prestare il servizio di impollinazione alla pianta. I ladri di nettare sono spesso parenti stretti o mimici delle specie pollinizzatrici.
Le piante mico-eterotrofe o parassite (tali come la Monotropa) estraggono nutrienti dai funghi in una rete condivisa di micorrize senza contribuire affatto al fungo simbionte. Queste piante parassitiche agiscono come sfruttatrici delle micorrize e delle sue piante simbionti di tali sistemi.
Il cuculo depone le uova nel nido di altri uccelli affinché gli nutrano la prole.
Gli studi sullo sfruttamento e sulla comunicazione disonesta nelle popolazioni presuppongono un sistema organismico che coopera. Senza una popolazione collettiva che abbia segnalazione e interazioni tra individui, comportamenti come lo sfruttamento non si manifestano. In altre parole, per studiare il comportamento di sfruttamento, è necessario un sistema modello che si impegni nella cooperazione. I modelli che forniscono informazioni sullo sfruttamento includono l'ameba sociale Dictyostelium discoideum; insetti eusociali, come formiche, api e vespe; e interazioni interspecifiche trovate nei mutualismi di pulizia. Esempi comuni di mutualismi di pulizia includono pesci pulitori come labridi e ghiozzi, e alcuni gamberetti pulitori. 

### NelDictyostelium discoideum
Dictyostelium discoideum è un modello ampiamente utilizzato per la cooperazione e lo sviluppo della multicellularità. Questa specie di ameba si trova più comunemente in uno stato aploide, unicellulare che si nutre in modo indipendente e subisce una riproduzione asessuata. Tuttavia, quando la scarsità di fonti di cibo provoca la morte per fame delle singole cellule, circa 10⁴ - 10⁵ cellule si aggregano per formare una struttura mobile multicellulare soprannominata "lumaca". In natura, gli aggregati contengono generalmente più genotipi, con conseguenti miscele chimeriche. A differenza degli aggregati clonali (geneticamente identici) tipicamente presenti negli organismi multicellulari, il potenziale per la competizione esiste negli aggregati chimerici. Ad esempio, poiché gli individui nell'aggregato contengono genomi diversi, le differenze di idoneità possono causare conflitti di interesse tra le cellule nell'aggregato, dove diversi genotipi potrebbero potenzialmente competere tra loro per risorse e riproduzione. Nel Dictyostelium discoideum, circa il 20% delle cellule nell'aggregato muore per formare il gambo di un corpo fruttifero. Il restante 80% delle cellule diventa spore nel soro del corpo fruttifero, che può germinare di nuovo una volta che le condizioni sono più favorevoli. In questo caso, il 20% delle cellule deve rinunciare alla riproduzione affinché il corpo fruttifero si formi con successo. Ciò rende gli aggregati chimerici del Dictyostelium discoideum suscettibili di sfruttamento gli individui che sfruttano il comportamento riproduttivo senza pagare il giusto prezzo. In altre parole, se alcuni individui tendono a diventare parte del soro più frequentemente, possono ottenere maggiori benefici dal sistema del corpo fruttifero senza sacrificare le proprie opportunità di riprodursi. Il comportamento di sfruttamento nel D. discoideum è ben consolidato e molti studi hanno tentato di chiarire i meccanismi evolutivi e genetici alla base del comportamento. Avere un genoma di 34 Mb completamente sequenziato e ben annotato rende il D. discoideum un modello utile nello studio delle basi genetiche e dei meccanismi molecolari dello sfruttamento e, in senso più ampio, dell'evoluzione sociale.

### Negli insetti eusociali
Gli insetti eusociali servono anche come strumenti preziosi nello studio dello sfruttamento. Gli insetti eusociali si comportano in modo cooperativo, dove i membri della comunità rinunciano alla riproduzione per aiutare alcuni individui a riprodursi. Tali sistemi modello hanno il potenziale per far sorgere conflitti di interesse tra gli individui e quindi anche il potenziale per far sì che si verifichino sfruttamenti. Gli insetti eusociali nell'ordine degli imenotteri, che include api e vespe, mostrano buoni esempi di conflitti di interesse presenti nelle società di insetti. In questi sistemi, le api regine e le vespe possono accoppiarsi e deporre uova fecondate che si schiudono nelle femmine. D'altro canto, le operaie della maggior parte delle specie di Imenotteri possono produrre uova, ma non possono produrre uova fecondate a causa della perdita della capacità di accoppiamento. Le operaie che depongono le uova rappresentano un costo per la colonia perché le operaie che depongono le uova spesso svolgono molto meno lavoro e quindi hanno un impatto negativo sulla salute della colonia (ad esempio: quantità ridotta di cibo raccolto o minore attenzione data alla cura delle uova della regina). In questo caso, si crea un conflitto di interessi tra le operaie e la colonia. Le operaie dovrebbero deporre le uova per trasmettere i propri geni; tuttavia, come colonia, avere solo la regina che si riproduce porta a una migliore produttività. Se le operaie cercassero di trasmettere i propri geni deponendo le uova, le attività di foraggiamento diminuirebbero, portando a una diminuzione delle risorse per l'intera colonia. Ciò, a sua volta, può causare una tragedia dei beni comuni, in cui il comportamento egoistico porta all'esaurimento delle risorse, con conseguenze negative a lungo termine per il gruppo. Tuttavia, nelle società naturali di api e vespe, solo lo 0,01-0,1% e l'1%, rispettivamente, delle operaie depongono le uova, il che suggerisce che esistono strategie per combattere lo sfruttamento per prevenire la tragedia dei beni comuni. Questi sistemi di insetti hanno dato agli scienziati l'opportunità di studiare strategie che tengono sotto controllo lo sfruttamento. Tali strategie sono comunemente chiamate strategie di "polizia", generalmente in cui vengono imposti costi aggiuntivi agli sfruttatori per scoraggiare o eliminare i comportamenti sfruttatori. Ad esempio, le api e le vespe possono mangiare le uova prodotte dalle operaie. In alcune specie di formiche e vespe gialle, il controllo può avvenire tramite aggressione o uccisione di individui che depongono le uova per ridurre al minimo gli sfruttamenti. 

### Nella simbiosi di pulizia

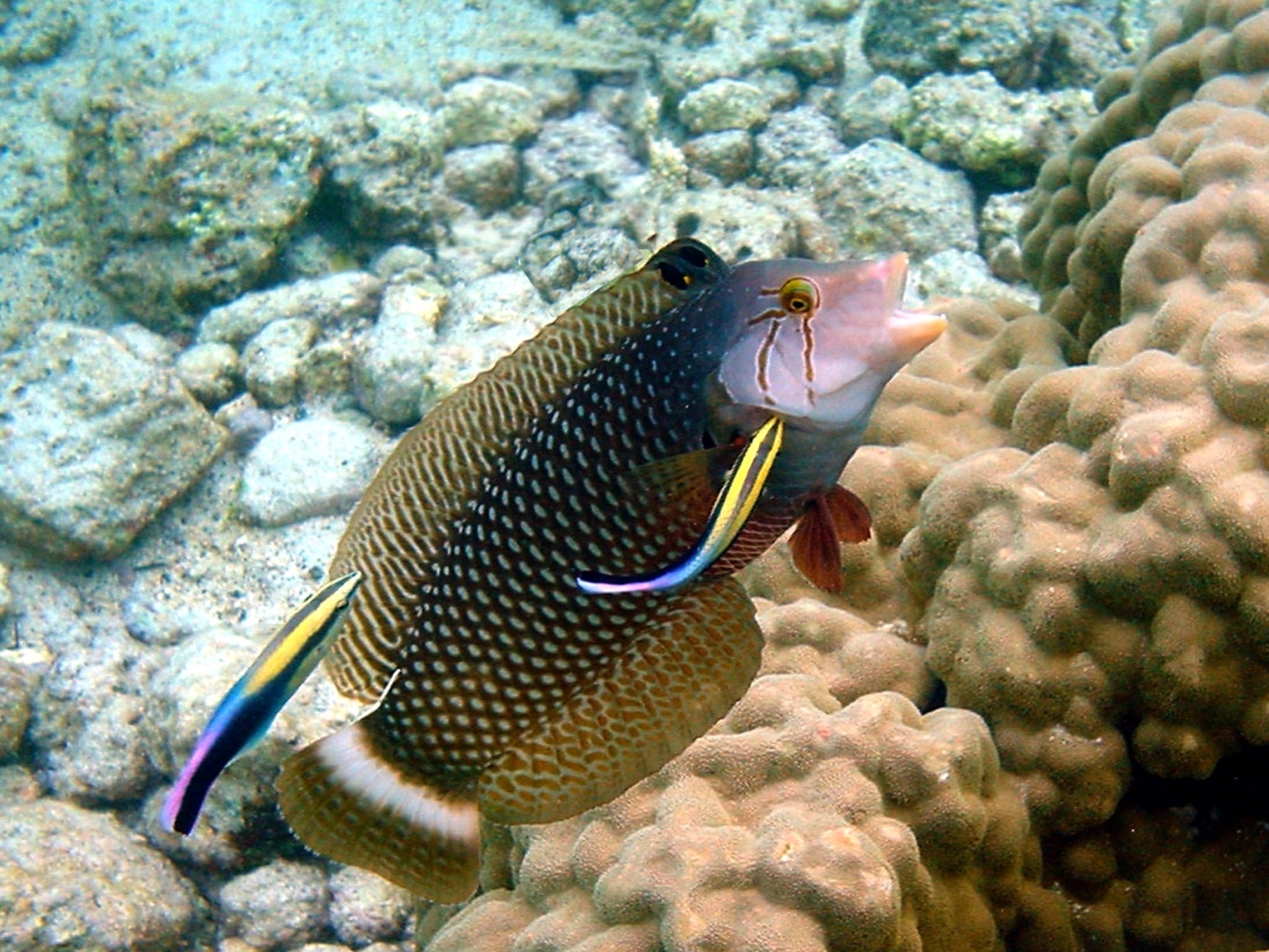
Pesci puliti da labridi pulitori più piccoli sulle barriere coralline

La simbiosi di pulizia (un'associazione reciprocamente vantaggiosa tra individui di due specie, in cui il "pulitore" rimuove e mangia parassiti e altri materiali dalla superficie del "cliente") che si sviluppa tra piccoli e grandi organismi marini spesso rappresenta modelli utili per studiare l'evoluzione delle interazioni sociali stabili e dello sfruttamento. Nel pesce pulitore Labroides dimidiatus, come in molte specie di pulitori, il pesce "cliente" cerca di far rimuovere gli ectoparassiti dai pulitori. In queste situazioni, invece di staccare i parassiti dalla superficie del pesce cliente, il pulitore può eseguire lo sfruttamento nutrendosi dei tessuti del cliente (strato di muco, squame, ecc.), ottenendo così un ulteriore beneficio dal sistema simbiotico. È stato ampiamente documentato che i pulitori si nutrono di muco quando i loro clienti non sono in grado di controllare il comportamento del pulitore; tuttavia, in contesti naturali, i pesci clienti spesso sobbalzano, inseguono i pulitori sfruttatori o interrompono le interazioni di nuoto, controllando efficacemente il comportamento di sfruttamento. Gli studi sui mutualismi di pulizia suggeriscono generalmente che il comportamento di sfruttamento è spesso regolato a seconda della specie del cliente. Nella pulizia dei gamberetti, si prevede che lo sfruttamento si verifichi meno spesso perché i gamberetti sopportano un costo maggiore se i clienti usano l'aggressività per controllare il comportamento del pulitore. Gli studi hanno scoperto che le specie pulite possono adattare strategicamente il comportamento di sfruttamento in base al potenziale rischio associato. Ad esempio, i clienti predatori, che presentano un costo significativamente elevato per lo sfruttamento, sperimentano meno comportamenti sfruttatori. D'altra parte, i clienti non predatori presentano un costo inferiore per lo sfruttamento e quindi sperimentano più comportamenti sfruttatori da parte dei pulitori. Alcune prove suggeriscono che i processi fisiologici possono mediare la decisione dei pulitori di passare dalla cooperazione allo sfruttamento nelle interazioni mutualistiche. Ad esempio, nel labro pulitore striato blu, i cambiamenti nei livelli di cortisolo sono associati a cambiamenti di comportamento. Per i clienti più piccoli, l'aumento dei livelli di cortisolo nell'acqua porta a un comportamento più cooperativo, mentre per i clienti più grandi, lo stesso trattamento porta a un comportamento più disonesto. È stato suggerito che il "buon comportamento" verso i clienti più piccoli spesso consente ai labridi di attrarre clienti più grandi che vengono spesso sfruttati. 

### Altro
Altri modelli di sfruttamento includono la raganella europea, Hyla arborea. In molte specie che si riproducono sessualmente come questa, alcuni maschi possono accedere alle compagne sfruttando le risorse dei maschi più competitivi. Molte specie hanno strategie riproduttive dinamiche che possono cambiare in risposta ai cambiamenti nell'ambiente. In questi casi, diversi fattori contribuiscono alla decisione di cambiare strategia di accoppiamento. Ad esempio, nella raganella europea, un maschio sessualmente competitivo (come percepito come attraente dalle femmine) tende a chiamare per attrarre le compagne. Questa è spesso definita tattica "borghese". D'altra parte, un maschio più piccolo che probabilmente non riuscirebbe ad attrarre le compagne usando la tattica borghese tenderà a nascondersi vicino ai maschi attraenti e tenterà di accedere alle femmine. In questo caso, i maschi possono ottenere l'accesso alle femmine senza dover difendere i territori o acquisire risorse aggiuntive (che spesso servono come base per l'attrattiva). Questa è definita la tattica "parassitaria", in cui il maschio più piccolo riesce effettivamente a sfruttare per accedere alle femmine, raccogliendo i benefici della riproduzione sessuale senza contribuire con le risorse che normalmente attraggono le femmine. Modelli come questo forniscono strumenti preziosi per la ricerca mirata ai vincoli energetici e agli stimoli ambientali coinvolti nello sfruttamento. Gli studi hanno scoperto che le strategie di accoppiamento sono altamente adattabili e dipendono da una varietà di fattori, come la competitività, i costi energetici coinvolti nella difesa del territorio o nell'acquisizione di risorse. 

## Vincoli e contromisure

### Condizioni ambientali e interazioni sociali che influenzano lo sfruttamento microbico
Alcuni batteri hanno sviluppato siderofori, particelle chelanti il ferro che cercano e riportano il ferro per i batteri. I siderofori non sono necessariamente specifici del suo produttore, a volte un altro individuo potrebbe assorbire le particelle al loro posto. Pseudomonas fluorescens è un batterio comunemente presente nel terreno. In condizioni di basso contenuto di ferro, P. fluorescens produce siderofori, in particolare pioverdina, per recuperare il ferro necessario alla sopravvivenza. Tuttavia, quando il ferro è prontamente disponibile, sia per diffusione libera nell'ambiente o tramite i siderofori di un altro batterio, P. fluorescens cessa la produzione, consentendo al batterio di dedicare la sua energia alla crescita. Uno studio ha dimostrato che quando P. fluorescens cresceva in associazione con Streptomyces ambofaciens, un altro batterio che produce il sideroforo coelichelina, non veniva rilevata alcuna pioverdina. Questo risultato suggeriva che P. fluorescens cessava la produzione di siderofori a favore dell'assunzione di coelichelina legata al ferro, un'associazione nota anche come pirateria di siderofori. 
Tuttavia, altri studi hanno suggerito che il comportamento di sfruttamento di P. fluorescens potrebbe essere soppresso. In un altro studio, due ceppi di P. fluorescens sono stati studiati nel suolo, il loro ambiente naturale. Un ceppo, noto come produttore, ha prodotto un livello più elevato di siderofori, il che significava che l'altro ceppo, noto come non produttore, ha cessato la produzione di siderofori a favore dell'utilizzo dei siderofori dell'altro. Sebbene ci si aspetterebbe che il non produttore avrebbe surclassato il produttore, come l'associazione P. fluorescens e S. ambofaciens, lo studio ha dimostrato che il non produttore non era in grado di farlo nelle condizioni del suolo, suggerendo che i due ceppi potrebbero coesistere. Ulteriori esperimenti hanno suggerito che questa prevenzione dello sfruttamento potrebbe essere dovuta alle interazioni con altri microbi nel suolo che influenzano la relazione o la struttura spaziale del suolo impedendo la diffusione dei siderofori e quindi limitando la capacità del non produttore di sfruttare i siderofori del produttore. 

### Pressione di selezione nei batteri (intraspecie)
Per definizione, gli individui "sfruttano" per ottenere benefici che le loro controparti non sfruttatori non ricevono. Ciò solleva la questione di come un sistema cooperativo possa esistere di fronte a questi sfruttatori. Una risposta è che gli sfruttatori hanno in realtà un fitness ridotto rispetto ai non sfruttatori.
In uno studio di Dandekar e altri, i ricercatori hanno esaminato i tassi di sopravvivenza delle popolazioni di batteri sfruttatori e non sfruttatori (Pseudomonas aeruginosa) in diverse condizioni ambientali. Questi microrganismi, come molte specie di batteri, utilizzano un sistema di comunicazione cellula-cellula chiamato quorum sensing che rileva la densità della loro popolazione e stimola la trascrizione di varie risorse quando necessario. In questo caso, le risorse sono proteasi condivise pubblicamente che scompongono una fonte di cibo come la caseina e adenosina idrolasi utilizzata privatamente, che scompone un'altra fonte di cibo, l'adenosina. Il problema sorge quando alcuni individui ("sfruttatori") non rispondono a questi segnali di quorum sensing e quindi non contribuiscono alla costosa produzione di proteasi, ma godono dei benefici delle risorse scomposte.
Quando le popolazioni di P. aeruginosa vengono poste in condizioni di crescita in cui la cooperazione (e la risposta al segnale del quorum) è costosa, il numero di sfruttatori aumenta e le risorse pubbliche si esauriscono, il che può portare a una tragedia dei beni comuni. Tuttavia, quando le popolazioni di P. aeruginosa vengono poste in condizioni di crescita con una quota di adenosina, gli sfruttatori vengono soppressi perché i batteri che rispondono al segnale del quorum ora producono adenosina idrolasi che usano privatamente per se stessi per digerire la fonte alimentare di adenosina. Nelle popolazioni selvatiche in cui la presenza di adenosina è comune, questa è una spiegazione di come gli individui che cooperano potrebbero avere una fitness più elevata di quelli che sfruttano, sopprimendo così gli sfruttatori e mantenendo la cooperazione.

### Controllo/punizione degli insetti
lo sfruttamento è comune anche negli insetti. Le comunità sociali e apparentemente altruistiche che si trovano in insetti come formiche e api offrono ampie opportunità agli sfruttatori di trarre vantaggio dal sistema e accumulare ulteriori benefici a spese della comunità.

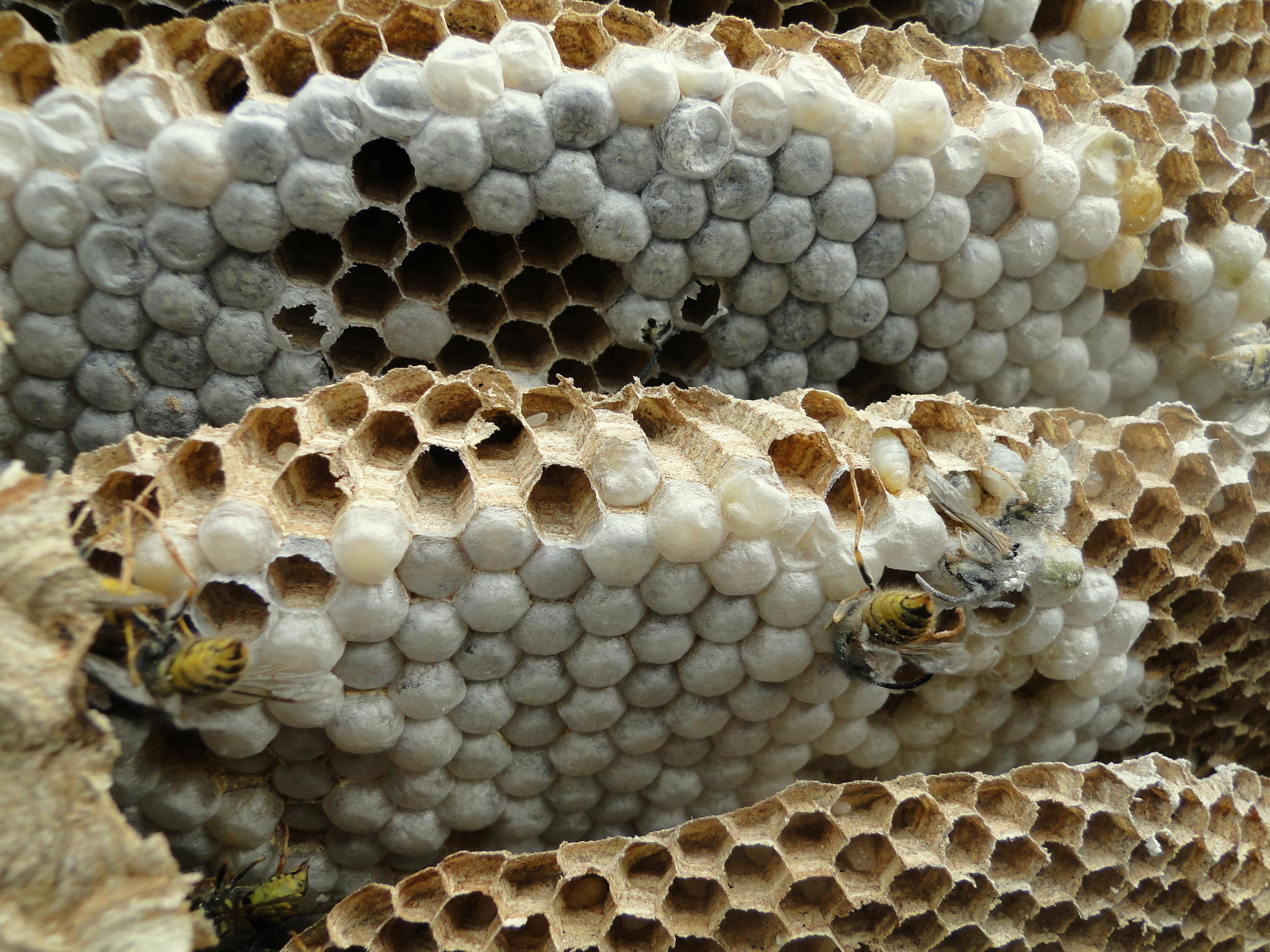
Nido di vespe con alcune larve

A volte, una colonia di insetti è chiamata "super-organismo" per la sua capacità di assumere proprietà maggiori di quelle della somma degli individui. Una colonia di insetti in cui diversi individui sono specializzati per compiti specifici significa una maggiore produzione della colonia e una maggiore efficienza. Inoltre, sulla base della teoria della selezione parentale, è collettivamente vantaggioso per tutti gli individui della comunità avere la regina che depone le uova piuttosto che le operaie. Questo perché se le operaie depongono le uova, ciò avvantaggia individualmente l'operaia che depone le uova, ma il resto delle operaie è ora due volte rimosso dalla prole di questa operaia. Pertanto, sebbene sia vantaggioso per un individuo avere la propria prole, è collettivamente vantaggioso che la regina deponga le uova. Pertanto, esiste un sistema di controllo delle operaie e delle regine contro le uova deposte dalle operaie.
Una forma di controllo avviene tramite l'ovofagia delle uova deposte dalle operaie, riscontrata in molte specie di formiche e api. Ciò potrebbe essere fatto da entrambe o dalla regina o dalle operaie. In una serie di esperimenti con api mellifere (Apis mellifera), Ratneiks e Visscher hanno scoperto che altre operaie rimuovevano efficacemente le uova deposte dalle operaie in tutte le colonie, indipendentemente dal fatto che le uova provenissero o meno dalle stesse colonie. Un esempio di una combinazione di controllo della regina e delle operaie si riscontra nelle formiche, nel genere Diacamma, in cui le uova deposte dalle operaie vengono prese da altre operaie e date in pasto alla "regina". In generale, questi segnali che identificano le uova come deposte dalla regina sono probabilmente incorruttibili, poiché deve essere un segnale onesto da mantenere e non essere utilizzato da operaie sfruttatrici. 
L'altra forma di controllo avviene attraverso l'aggressione verso le operaie che depongono le uova. In una specie di vespa arboricola Dolichovespula sylvestris, Wenseleers e altri hanno scoperto che una combinazione di comportamento aggressivo e distruzione delle uova deposte dalle operaie manteneva basso il numero di uova deposte dalle operaie. Infatti, il 91% delle uova deposte dalle operaie è stato controllato entro un giorno. Hanno anche scoperto che circa il 20% delle operaie che deponevano le uova è stato impedito dal comportamento aggressivo sia della regina che delle operaie. Le operaie e la regina afferravano l'operaia che deponeva le uova e cercavano di pungerla o spingerla fuori dalla cella. Ciò di solito si traduce nella rimozione dell'addome da parte dell'operaia e nella mancata deposizione delle uova.

### Controllo/punizione in altri organismi

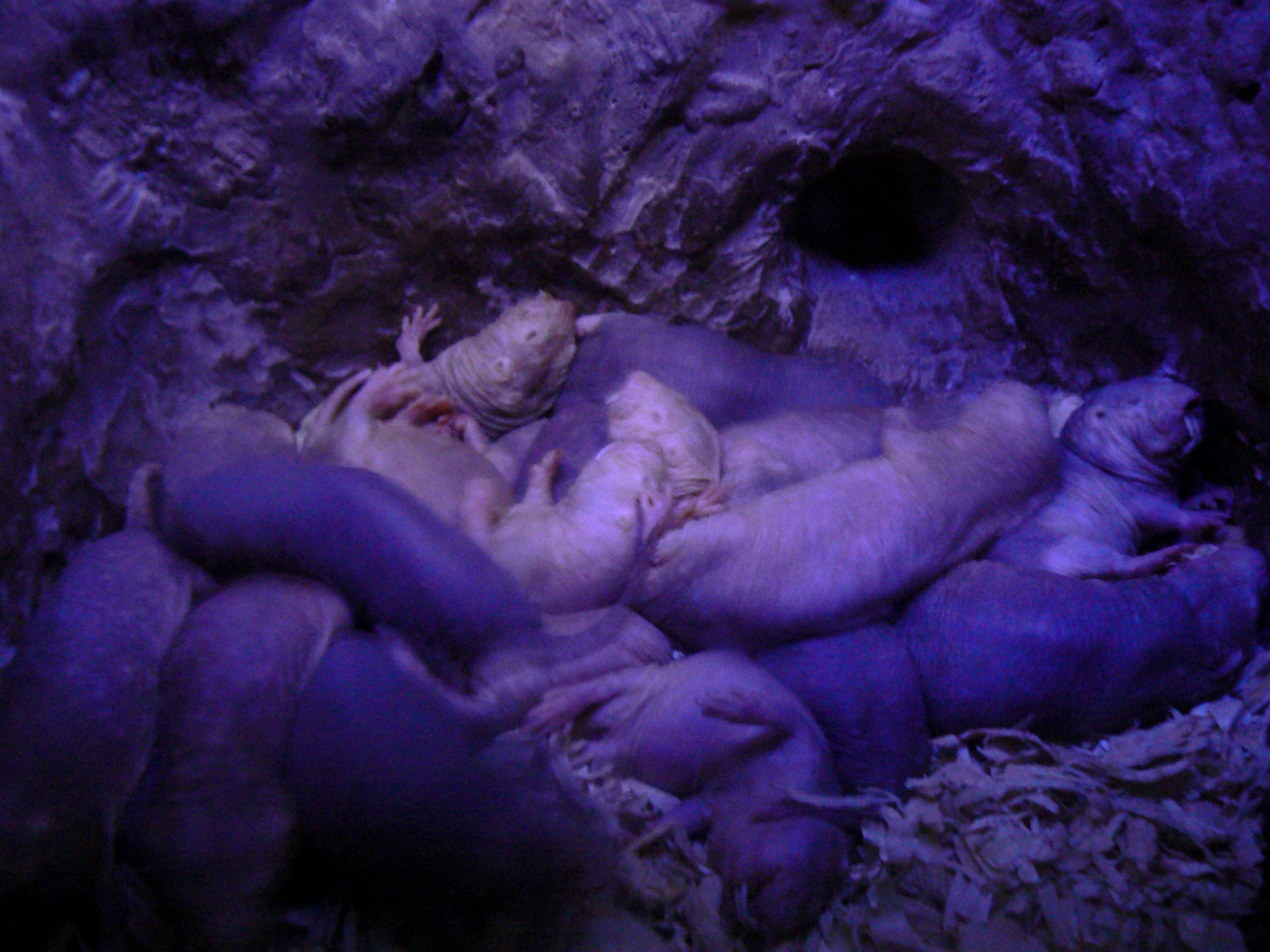
Un nido di ratti talpa senza pelo

Aggressività e punizione non si trovano solo negli insetti. Ad esempio, nei ratti talpa senza pelo, le punizioni da parte della regina sono un modo in cui motiva le operaie più pigre e meno imparentate nei loro gruppi. La regina spingerebbe le operaie più pigre, con il numero di spinte che aumenta quando ci sono meno operaie attive. Reeve ha scoperto che se la regina viene rimossa quando le colonie sono sazie, c'è un calo significativo del peso delle operaie attive perché le operaie più pigre stanno sfruttando il sistema.
La punizione è anche un metodo utilizzato dai ciclidi Neolamprologous pulcher nei loro sistemi di allevamento cooperativo. È un sistema di pagamento per rimanere in cui ai pesci aiutanti è consentito di rimanere in determinati territori in cambio del loro aiuto. Similmente ai ratti talpa senza pelo, gli aiutanti a cui è stato impedito di aiutare, gli "aiutanti inattivi", ricevono più aggressività rispetto agli aiutanti di controllo nello studio. I ricercatori teorizzano che questo sistema si sia sviluppato perché i pesci di solito non sono strettamente imparentati (quindi i benefici di parentela hanno scarso impatto) e perché c'è un alto livello di rischio di predazione quando il pesce è fuori dal gruppo (quindi un forte motivatore per il pesce aiutante a rimanere nel gruppo). 
Anche i macachi rhesus usano l'aggressività come punizione. Questi animali hanno cinque richiami distinti che possono "decidere" di produrre quando trovano del cibo. Che richiamino o meno è correlato al sesso e al numero di parenti: le femmine chiamano più spesso e le femmine con più parenti chiamano più spesso. Tuttavia, a volte quando viene trovato del cibo, l'individuo ("scopritore") non chiama per attrarre i suoi parenti e, presumibilmente, per condividere il cibo. Se gli individui di rango inferiore scoprono che questo scopritore si trova nell'area di rilascio del cibo dell'esperimento, reclutano il supporto della coalizione contro questo individuo urlando. La coalizione formata quindi scaccia via questo individuo. Se gli individui di rango superiore trovano questo scopritore, lo scacciano via o diventano fisicamente aggressivi nei confronti dell'individuo. Questi risultati mostrano che l'aggressività come punizione è un modo per incoraggiare i membri a lavorare insieme e condividere il cibo quando viene trovato.

### Contromisure interspecifiche
Lo sfruttamento e i suoi vincoli non si limitano alle interazioni intraspecifiche; possono verificarsi anche in una relazione mutualistica tra due specie. Un esempio comune è la relazione mutualistica tra il pesce pulitore Labroides dimidiatus e il pesce di barriera corallina. Bshary e Grutter hanno scoperto che il labro pulitore preferisce il muco tissutale del "cliente" rispetto agli ectoparassiti. Ciò crea un conflitto tra il pesce pulitore e il pesce di barriera corallina, perché quest'ultimo trae beneficio solo quando il pesce pulitore mangia gli ectoparassiti. Ulteriori studi hanno rivelato che in un ambiente di laboratorio, il pesce pulitore subisce un cambiamento comportamentale di fronte a deterrenti contro il consumo del suo cibo preferenziale. In diverse prove sperimentali fatte da ricercatori, il piatto che conteneva la loro fonte di cibo preferenziale è stato immediatamente rimosso mentre il pesce mangiava, per imitare la "fuga del cliente" in contesti naturali. In altre prove, il piatto che conteneva la loro fonte di cibo preferenziale "inseguiva" il pesce pulitore mentre l'animale mangiava, imitando la "caccia del cliente" in contesti naturali. Dopo solo sei prove di apprendimento, i pesci pulitori hanno imparato a scegliere cibo che non corrisponde alle loro preferenze, il che dimostra che la punizione è potenzialmente una contromisura molto efficace contro lo sfruttamento nelle relazioni mutualistiche.

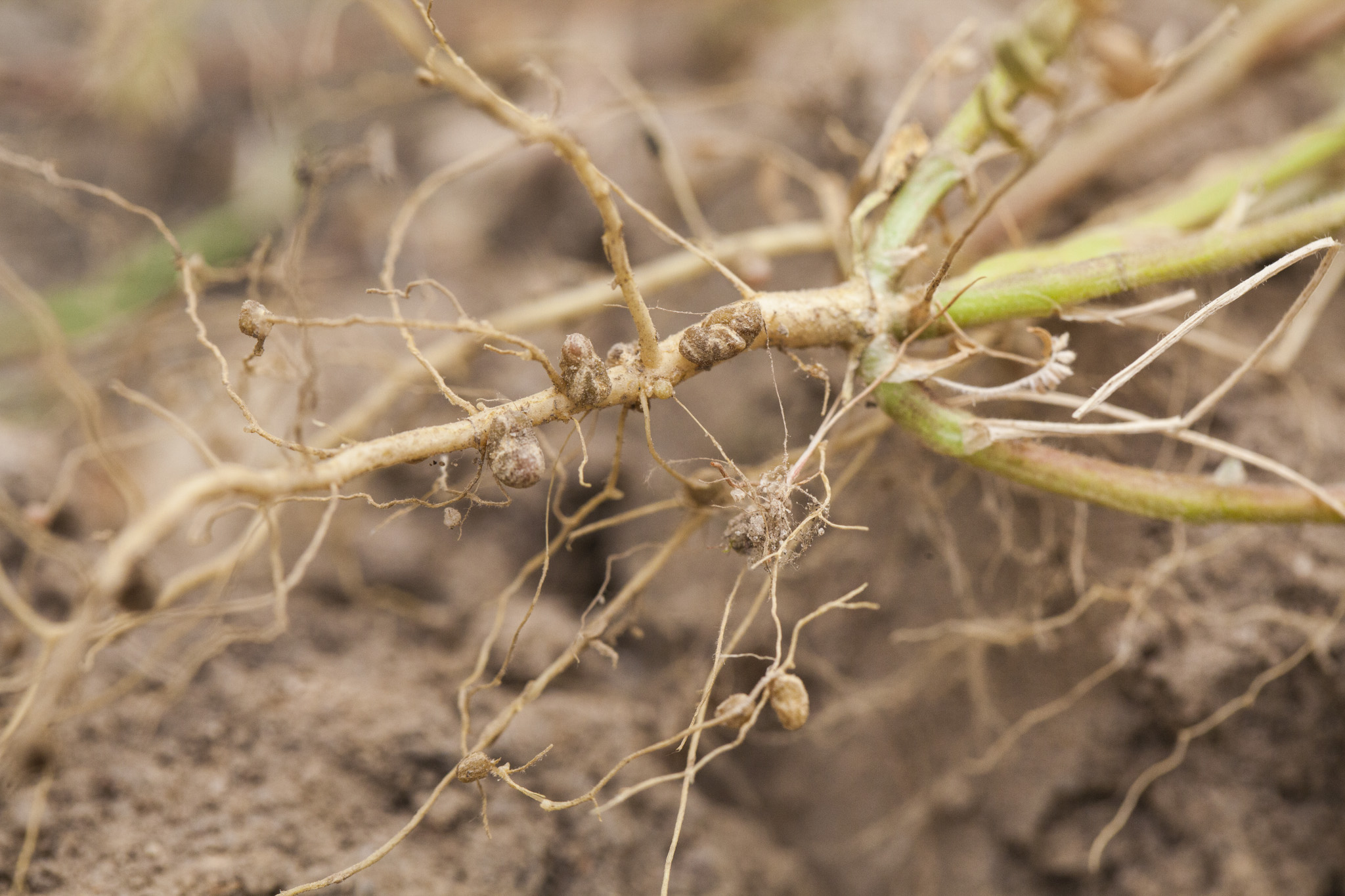
I legumi vengono inoculati con batteri del genere Rhizobium che inducono noduli azotofissatori nelle radici.

Infine, le contromisure non si limitano alle relazioni tra organismi. West e altri hanno trovato una contromisura simile contro lo sfruttamento nel mutualismo tra legumi e Rhizobium. In questa relazione, i batteri fissatori di azoto Rhizobium fissano l'N2 atmosferico dall'interno delle radici delle piante leguminose, fornendo questa fonte essenziale di azoto a queste piante e ricevendo anche acidi organici per se stessi. Tuttavia, alcuni batteri sono più mutualistici, mentre altri sono più parassiti perché consumano le risorse della pianta ma fissano poco o niente N2. Inoltre, queste piante non possono dire se i batteri sono più o meno parassiti finché non si sono stabiliti nei noduli della pianta. Per prevenire lo sfruttamento, queste piante sembrano essere in grado di punire i batteri Rhizobium. In una serie di esperimenti, i ricercatori hanno forzato la non cooperazione tra i batteri e le piante posizionando vari noduli in atmosfera priva di azoto. Hanno visto una diminuzione del successo riproduttivo del Rhizobium del 50%. West e altri ha creato un modello per la sanzione dei legumi nei confronti dei batteri e ipotizza che questi comportamenti esistano per stabilizzare le interazioni mutualistiche. 
Un altro esempio ben noto di interazione pianta-organismo si verifica tra yucca e falene della yucca, le quali femmine depositano le loro uova una alla volta sul fiore di yucca. Allo stesso tempo, depositano anche una piccola quantità di polline dai fiori di yucca come nutrimento per le falene della yucca. Poiché la maggior parte del polline non viene consumata dalla larva, le falene della yucca sono quindi anche le impollinatrici attive per la pianta di yucca. Inoltre, a volte le falene femmine non depositano con successo le loro uova la prima volta e possono provare più e più volte. La pianta di yucca riceve cicatrici dai molteplici tentativi, ma riceve anche più polline, poiché le falene depositano polline a ogni tentativo.
Lo "sfruttamento" a volte accade quando la falena della yucca deposita troppe uova in una pianta. In questo caso, la pianta di yucca ha pochi o nessun beneficio da questa interazione. Tuttavia, la pianta ha un modo unico di limitare questo comportamento. Mentre il vincolo contro lo sfruttamento spesso si verifica direttamente all'individuo, in questo caso, il vincolo si verifica alla prole dell'individuo. La pianta di yucca può "abortire" le falene abortendo i fiori. Pellmyr e Huth hanno scoperto che c'è una maturazione selettiva per i fiori che hanno bassi carichi di uova e un alto numero di cicatrici (e quindi un'elevata quantità di polline). In questo modo, c'è selezione contro gli "sfruttatori" che cercano di usare la pianta di yucca senza fornire i benefici dell'impollinazione.